# Langerfeld-Beyenburg
Langerfeld-Beyenburg ist ein Stadtbezirk im äußersten Osten von Wuppertal. Sein Gebiet gehörte bis zur Gründung der Stadt Wuppertal 1929 zu den Städten Barmen, Ronsdorf und Lüttringhausen. Zum Stadtbezirk zählen neben Langerfeld seit dem Jahr 1975 auch Beyenburg, Laaken und Eschensiepen. Er zählt heute etwa 25.000 Einwohner (Stand 2022).

## Politik
| Bezirksvertretungswahl Langerfeld-Beyenburg 2020Wahlbeteiligung: 44,2 % 403020100 31,8 %26,5 %17,2 %8,7 %6,8 %5,1 %4,0 % SPDCDUGrüneAfDFDPLinkeWfW/FWGewinne und Verlusteim Vergleich zu 2014 %p 6 4 2 0 −2 −4 −6−1,1 %p−6,0 %p+5,4 %p+3,6 %p+2,0 %p−1,2 %p−0,5 %pSPDCDUGrüneAfDFDPLinkeWfW/FW | Sitzverteilung in der Bezirksvertretung Langerfeld-Beyenburg 2020Insgesamt 15 Sitze - Linke: 1 - SPD: 5 - Grüne: 2 - WfW/FW: 1 - CDU: 4 - FDP: 1 - AfD: 1 |

## Gliederung in Quartiere
| - Stadtbezirk 8 Langerfeld-Beyenburg - 80 Langerfeld-Mitte - 81 Rauental - 82 Jesinghauser Straße - 83 Hilgershöhe - 85 Fleute - 86 Ehrenberg - 87 Beyenburg-Mitte - 88 Herbringhausen | Einteilung in Quartiere |
| |                         |